# Cutaway – Jede Sekunde zählt!
Cutaway – Jede Sekunde zählt! (Originaltitel: Cutaway) ist ein US-amerikanischer Actionfilm aus dem Jahr 2000. Regie führte Guy Manos, der gemeinsam mit Greg Manos das Drehbuch schrieb. Es handelt sich um eine Fernsehproduktion.

## Handlung
Victor Cooper ist einer der besten verdeckten Ermittler des U.S. Customs Service. Auf Grund einiger disziplinarischer Verfehlungen zeitweise inaktiv, wird er von seinem Vorgesetzten für einen besonders schwierigen Fall reaktiviert. Mit der Aufklärung des Drogenschmuggels in Miami beauftragt, scheitert jedoch die Festnahme des von ihm überwachten Kuriers. Cooper, der diese Niederlage nicht auf sich sitzen lassen kann, stattet der ortsansässigen Fallschirmschule einer Eingebung folgend einen Besuch ab. Als er dort auf ein Foto des verdächtigten Kuriers stößt, wird seine Vermutung zur Gewissheit. Cooper schleust sich in die Gruppe ein und absolviert dort eine Ausbildung zum Fallschirmspringer Skydiver. Der Gruppe fällt Coopers Talent sehr schnell auf, der gleichzeitig unbemerkt Privattraining von einem Spezialisten der U.S. Army (Delmira) in Anspruch nimmt. Auch dem Kopf der Gruppe (Red Line) bleibt dieses Talent nicht verborgen. Als Cooper nach bestandener Lizenz bereit zu sein scheint, sich wie die anderen Mitglieder der Gruppe vor ihm von Zwängen einer materialistisch geprägten Gesellschaft „abzunabeln“, nimmt Red Line ihn in seine Formation auf. Ziel des von der Gruppe betriebenen Formationsspringens ist der schnellstmögliche Zusammenschluss aller acht Springer (Speed Star) während der Freifallphase. Die Springer werden in 8 Positionen unterteilt, von denen die erste die technisch am wenigsten und die achte die technisch anspruchsvollste darstellt.
Der Zusammenhalt der Gruppe, das unbeschwerte Leben auf und über dem Sprungplatz, das gelebte Gefühl grenzenloser Freiheit und nicht zuletzt die Liebe zu Star, seiner AFF-Lehrerin, verursachen in Cooper einen inneren Zwiespalt, der auch seinem Vorgesetzten (Lieutenant Margate) nicht verborgen bleibt.
Cooper steigt in der internen Hierarchie stetig auf und erwirbt nach und nach anspruchsvollere Positionen (Line Up) innerhalb der Gruppenformation. Der Kampf um Red Lines Position Nr. 7 gipfelt in einem Wettfliegen zwischen Cooper und Redlines engstem Vertrauten Turbo. Dieser rast ungebremst in die Formation der Gruppe und stirbt an einem Genickbruch.
Fortan ist Cooper die neue Nummer 7 und Red Lines Stellvertreter. Auf einen neuen zweiten Mann bei der Auslieferung der Drogen angewiesen, öffnet dieser sich schließlich Cooper.
Nach einigen erfolgreichen Lieferungen wird Red Line bei der letzten Übergabe schließlich verletzt und beinahe verhaftet. Cooper, dessen Identität aufzufliegen droht, ist in der Lage mit Red Line vom Tatort zu fliehen, verspricht seinem Vorgesetzten jedoch im Gegenzug Red Line selbst zu verhaften und auszuliefern.
Cooper entschließt sich im Folgenden aber doch am Wettbewerb der Formationsspringer teilzunehmen und Red Lines Verhaftung hinauszuzögern. Die Gewinner des im Fernsehen ausgestrahlten Events erhalten hoch dotierte Sponsorenverträge, was finanzielle Unabhängigkeit für die Gruppe bedeuten würde.
Das Duell im Wettbewerb zwischen der Miami-Gruppe um Cooper und der US-Army-Gruppe um dessen Ausbilder Delmira spitzt sich schließlich zu. Weltrekorde werden gebrochen und die einzige Möglichkeit für Coopers Gruppe, eine Fabelzeit der Kontrahenten zu unterbieten, führt zum gemeinsamen Exit von Red Line und ihm. Mit 9,90 Sekunden ist die Gruppe nicht nur erstmals in der Lage, die unmöglich geglaubte Zeit von 10 Sekunden zu unterbieten, sie schlägt auch ihre Kontrahenten und hat damit ihren Traum erfüllt.
Cooper gibt sich Red Line am Fallschirm hängend zu erkennen. Dieser zieht den Freitod dem Gefängnis vor und trennt seinen Schirm ab.
Auf dem Boden neben der Leiche von Red Line sitzend, muss sich Cooper ein letztes Mal zwischen einem Leben als Cop und dem als Skydiver entscheiden. Da er sich bereits „abgenabelt“ hat, schließt er sich seinem Team an.

## Kritiken
Das Lexikon des internationalen Films schrieb, der Film sei „von einem Spezialisten in Sachen Fallschirmspringen angerichtet“ und komme „relativ spannungslos daher“. Die Zeichnung der Figuren bleibe „an der klischeehaften Oberfläche“. Der Film wecke „nur durch seine atemberaubenden Sprungszenen kurzfristiges Interesse“.
Ryan Cracknell schrieb im Apollo Movie Guide, der Film bestehe zu 90 % aus Action, zu 7 % aus Handlung und zu 3 % aus dem Vor- und Abspann. Sein großes Problem sei, dass er zwei Geschichten erzähle, wo eine reichen würde. Die Produzenten hätten offensichtlich einen Film über das Fallschirmspringen beabsichtigt; der Handlungsstrang über die verdeckte Ermittlung sei völlig unnötig. Dennis Rodman wirke in der Rolle eines Bösewichts „überraschend plausibel“.
Die Filmzeitschrift Cinema schrieb: "'Gefährliche Brandung' für Arme. Der klischeelastige Film ist das Regiedebüt des Skydiving-Stunt-Experten Guy Manos, der auch die Vorlage zu 'Drop Zone' (1994) schrieb.
Fazit: Spektakuläre Stunts, spärliches Drehbuch."

## Hintergründe
Der Film wurde in Fort Bragg (North Carolina) und in Miami gedreht. Seine Produktionskosten betrugen schätzungsweise 9 Millionen US-Dollar. Der debütierende Regisseur koordinierte die Fallschirmstunts beim Film Eraser; bei den Filmen Cliffhanger – Nur die Starken überleben, Last Action Hero, Drop Zone und Virus arbeitete er als Stuntman.